# Unterriese
Ein Unterriese ist ein Stern, dessen absolute Helligkeit mit Leuchtkraftklasse IV höher ist als die eines Zwergsterns des gleichen Spektraltyps (Leuchtkraftklasse V), jedoch geringer als die eines Riesensterns (Leuchtkraftklasse III). Im Hertzsprung-Russell-Diagramm liegen die Unterriesen oberhalb der Hauptreihe, auf der sich die Zwergsterne befinden.
Für einige Sterne ist diese Leuchtkraftklasse ein Zwischenstadium ihrer Entwicklung vom Hauptreihen- bzw. Zwergstern zu einem Riesenstern.

## Entwicklung
Zumeist handelt es sich dabei um Sterne, die ihre Fusion von Wasserstoff zu Helium im Sterninneren schon abgeschlossen haben oder gerade beenden. In Sternen von ähnlicher Masse wie der der Sonne verursacht dies ein Zusammenziehen des Kerns, wodurch hier die Temperaturen ansteigen.
Der Temperaturanstieg führt dazu, dass die Fusion von Wasserstoff zu Helium nun in einer Schale stattfindet, die den Kern umgibt (Schalenbrennen). Dabei schwillt der Stern zu einem Unterriesen an, Durchmesser und Leuchtkraft erhöhen sich. In dieser Phase kühlt der Stern weiter ab, seine Farbe ändert sich entsprechend. Ein Beispiel eines Sterns in dieser Phase ist Prokyon A.
Weiter entwickelte Unterriesen, in einer Entwicklungsphase hin zu Riesensternen, haben größere Durchmesser und niedrigere Temperaturen als Sterne vergleichbarer Masse in der Hauptreihe (Hauptreihensterne, Zwergsterne). Die Gesamthelligkeit verändert sich während des Unterriesenstadiums wenig, ein deutliches Kennzeichen im Hertzsprung-Russell-Diagramm von Kugelsternhaufen.

## Beispiele
| Name              | Masse  | Radius  | Leuchtkraft |
| ----------------- | ------ | ------- | ----------- |
| Acrux             | 14 M☉  | 8,9 R☉  | 4.060 L☉    |
| Miaplacidus       | 3 M☉   | 5,7 R☉  | 210 L☉      |
| Pollux            | 2,8 M☉ | 8,3 R☉  | 31,95 L☉    |
| 46 Leonis Minoris | 1,5 M☉ | 8,2 R☉  | 32 L☉       |
| Prokyon A         | 1,5 M☉ | 1,86 R☉ | 7,73 L☉     |